# Света Параскева (Осен)
„Света Параскева“ е православна църква във врачанското село Осен, част от Врачанската епархия на Българската православна църква.

## История
Църквата е построена в 1884 година. Стенописите в нея са изписани от дебърския майстор Велко Илиев.